# قیام پیشه‌وری
قیام پیشه‌وری نام فیلمی ایرانی است به کارگردانی و نویسندگی پرویز خطیبی که محصول سال ۱۳۳۳ است.

## خلاصه داستان
نگاهی طنزآلود به ماجرای قیام پیشه‌وری در آذربایجان و برخوردهای «زلفعلی گاریچی» و «غلام یحیی» که با ورود ارتش و سرکوب یاغیان غائله خاتمه می‌یابد.